# Edward Stafford (12e baron Stafford)
Pour les articles homonymes, voir Edward Stafford.
 (novembre 2009).
Si vous disposez d'ouvrages ou d'articles de référence ou si vous connaissez des sites web de qualité traitant du thème abordé ici, merci de compléter l'article en donnant les références utiles à sa vérifiabilité et en les liant à la section « Notes et références ».
Edward Stafford, né le 7 janvier 1535 et mort le 18 octobre 1603, 12e baron Stafford, est principalement connu comme ambassadeur d'Angleterre à la cour de France sous les règnes d'Elisabeth Ire et de Henri III.

## Biographie

### Origines familiales
Il est le fils d'Henry, 10e baron Stafford (1501-1563), et d'Ursula Pole (1504-1570), fille de Margaret Pole, dernière représentante de la dynastie des Plantagenêt.

### Mariage et descendance
Vers 1565, il épouse Maria Stanley, fille d'Edward Stanley, 3e comte de Derby et de Dorothy Howard, et petite-fille maternelle de Thomas Howard, duc de Norfolk.
De ce mariage naissent : 
- Edward, né et mort en 1568 ;
- Edward, 13e baron Stafford (1572-1625), qui épouse Isabel Forster vers 1595 ;
- Henry (15??-1637), 14e baron Stafford (de 1621 à 1637)[réf. nécessaire] ;
- Mary (15??-16??), 1re comtesse Stafford (de 1619 à 1693), qui épouse William Howard, 1er vicomte Stafford en 1637[réf. nécessaire] ;
- Dorothy (née vers 1572).

### Ambassadeur en France (1583)
Nommé ambassadeur en France en 1583, il a pour secrétaire le géographe Richard Hakluyt. 
Une de ses actions notables à ce poste est d'avoir obtenu la saisie d'un ouvrage de Richard Verstegen (1550-1640), polémiste catholique né à Londres, alors réfugié en France, en raison du caractère insultant pour la reine Elisabeth de certaines illustrations. Verstegen est même emprisonné, pour un temps assez court, et se réfugie ensuite à Rome.

### Mort et funérailles
Mort le 18 octobre 1603, Edward Stafford est inhumé le 21 octobre dans le cimetière de l'église St Mary à Stafford.